# Eve (Karda Estra)
Eve is het tweede studioalbum van Karda Estra. Bij dit album werd duidelijk dat de muziekgroep maar uit een lid bestond, Richard Wileman. Het album is door hem gecomponeerd, opgenomen en geproduceerd in zijn eigen Twenty first-geluidsstudio.
Eve is muziek gebaseerd op de roman The future Eve van Villiers de L'Isle-Adam, een werk dat kan worden vergeleken met Frankensterin. In The future Eve wordt een androïde-achtige vrouw geschapen. 

## Musici
- Richard Wileman – alle muziekinstrunmenten

Met
- Ileesha Bailey – zang
- Helen Dearnley – viool
- Caron Hansford – hobo, althobo
- Zoe King – dwarsfluit, altsaxofoon, klarinet
- Rachel Larkins – viool, altviool

## Muziek
| Nr. | Titel                      | Duur  |
| --- | -------------------------- | ----- |
| 1.  | An ordinary mortal         | 4:33  |
| 2.  | Andraiad                   | 8:27  |
| 3.  | The pale ray               | 3:28  |
| 4.  | Super electrical           | 4:40  |
| 5.  | Eve                        | 7:37  |
| 6.  | Sparks that flash and fall | 10:23 |
| 7.  | Thoughts and silences      | 3:23  |